# Thông tin khoa học trên Wikipedia
Thông tin khoa học trên Wikipedia bao gồm thông tin mà Wikipedia trình bày về khoa học. Đã có những chỉ trích và thảo luận về tác động và chất lượng của thông tin đó, cũng như sự tương tác của các biên tập viên Wikipedia, giới khoa học và sự tham gia của công chúng với thông tin đó.

## Tác động
Một nghiên cứu năm 2016 đã tìm thấy bằng chứng cho thấy Wikipedia làm tăng sự phân phối và tác động của các ấn phẩm khoa học truy cập mở. Một nghiên cứu năm 2017 đã tìm thấy bằng chứng cho thấy sự nổi tiếng của Wikipedia với tư cách là nguồn thông tin chung phổ biến nhất đã ảnh hưởng đến cách mọi người nói và viết về khoa học. UNESCO đã báo cáo vào năm 2017 rằng Wikipedia là một nguồn thông tin khoa học phổ biến vì nó có thứ hạng cao trong các công cụ tìm kiếm. Một nghiên cứu năm 2018 đã kiểm tra cách Wikipedia tích hợp thông tin khoa học mới.

## Biên tập viên
Năm 2016, Wiki Education Foundation và Simons Foundation đã trình bày một chương trình có độ tiếp cận xa hơn được gọi là "Năm Khoa học". Trong chương trình này, những nhà giáo dục Wikipedia đã đến thăm các hội nghị học thuật và mời giới khoa học đóng góp thông tin từ lĩnh vực chuyên môn của họ cho Wikipedia. Một số trường đại học có các chương trình khuyến khích sinh viên chỉnh sửa các bài báo khoa học trên Wikipedia như một phần của trải nghiệm học tập. Cộng đồng Wikipedia mời các học giả sửa đổi những bài viết trên Wikipedia. Các hiệp hội học thuật khác nhau đã khuyến khích thành viên của họ chỉnh sửa Wikipedia.

## Chất lượng
Wikipedia có một hoạt động sâu rộng và đa dạng trong việc trích dẫn các ấn phẩm khoa học thuộc đủ mọi lĩnh vực. Một nghiên cứu năm 2005 được công bố trên tập san Nature đã so sánh 40 bài báo trên Wikipedia về các chủ đề khoa học với đối tác Encyclopædia Britannica của họ. Các chuyên gia chủ đề đã tìm thấy bốn "lỗi nghiêm trọng" trong mỗi cuốn bách khoa toàn thư. Họ cũng tìm thấy 162 vấn đề ít nghiêm trọng hơn trên Wikipedia và 123 vấn đề ở Britannica. Một nhà văn khoa học phổ thông của Vice đã phàn nàn vào năm 2017 rằng các bài báo khoa học trên Wikipedia quá chú trọng về mặt kỹ thuật. Giới khoa học và tổ chức truyền thông khác nhau đều đặt ra câu hỏi và phê bình mức độ ảnh hưởng của các bài báo trên Wikipedia về khoa học đối với các quyết định chính trị liên quan đến khoa học.